# Решетовский
Решетовский — хутор в Алексеевском районе Волгоградской области России. Входит в Шарашенское сельское поселение.
Население — 0,08 тыс. человек.
Хутор расположен в 33 км юго-восточнее станицы Алексеевской и в 10 км юго-западнее хутора Шарашенский.
Асфальтированная дорога. Хутор не газифицирован. Есть начальная школа.

## История
По состоянию на 1918 год хутор входил в Зотовский юрт Хопёрского округа Области Войска Донского.